# إيد أبسون
إيد أبسون (بالإنجليزية: Ed Upson)‏ (21 نوفمبر 1989 في المملكة المتحدة - ) هو لاعب كرة قدم بريطاني في مركز الوسط. شارك مع منتخب إنجلترا تحت 17 سنة لكرة القدم ومنتخب إنجلترا تحت 19 سنة لكرة القدم. أما مع النوادي، فقد لعب مع إيبسويتش تاون وستيفيناغ بوروه ونادي بارنت ونادي ميلوول ويوفل تاون.

## وصلات خارجية
- إيد أبسون على موقع قاعدة بيانات كرة القدم.إي يو (الإنجليزية)
- إيد أبسون على موقع Soccerbase.com (لاعب) (الإنجليزية)